# Proshermacha robertblosfeldsi
Espèce
Proshermacha robertblosfeldsi est une espèce d'araignées mygalomorphes de la famille des Anamidae.

## Distribution
Cette espèce est endémique du South West en Australie-Occidentale,. Elle se rencontre vers Pemberton.

## Description
Le mâle holotype mesure 24,34 mm et la femelle paratype 18,62 mm.

## Systématique et taxinomie
Cette espèce a été décrite par Harvey, Wilson et Rix en 2023.

## Étymologie
Cette espèce est nommée en l'honneur de Robert John Blosfelds (1960–2021).

## Publication originale
- Harvey, Wilson & Rix, 2023 : « Two new species of the open-holed trapdoor spider genus Proshermacha (Araneae: Mygalomorphae: Anamidae) from southern Western Australia. » Australian Journal of Taxonomy, vol. 43, p. 1-13 (texte intégral).